# Menog-i Xrad
 (février 2012).
Si vous disposez d'ouvrages ou d'articles de référence ou si vous connaissez des sites web de qualité traitant du thème abordé ici, merci de compléter l'article en donnant les références utiles à sa vérifiabilité et en les liant à la section « Notes et références ».
Menog-i Xrad aussi transcrit comme Menog-i Khrad de Pahlavi, ou à partir de Pazand Minuy-e X(e/a)rad et transcrit à partir du persan moderne Minuj-e Xeræd (Esprit de la Sagesse), est un texte religieux des zoroastriens qui a été écrit en soixante-trois chapitres (un préambule et soixante-deux questions et réponses), dans lequel un personnage symbolique appelé Danag (sage) pose des questions à l'Esprit de la Sagesse personnifiée (Mēnōg î xrad), qui est exalté dans le préambule et identifiés avec la sagesse innée (ASN xrad 2,95, 57,4).

## Description
Le livre, comme la plupart des livres Pahlavi, est basé sur la tradition orale et n'a pas d'auteur connu. Selon le préambule, Danag, en cherchant la vérité, s'est rendu dans de nombreux pays, s'est associé avec plusieurs savants, et a appris à connaître les opinions et croyances diverses. Quand il a découvert la vertu de xrad (1,51), l'Esprit de Sagesse lui est apparu et a répondu à toutes ses questions.
Le texte appartient au genre de la littérature connu comme Andarz (conseils), contenant la sagesse surtout d'ordre pratique sur les avantages de boire du vin modérément et les effets nocifs de abuser d'elle.
Il y a également des conseils sur les questions religieuses. Par exemple, il y a des passages sur :
- garder le silence au cours de manger (2,33 à 34)
- ne pas marcher sans porter le sacré ceinture (Kosti) et maillot (Sodra; de 2,35 à 36)
- ne pas marcher avec une seule chaussure (2,37 à 38 )
- ne pas uriner en position debout (de 2.39 à 40)
- les cérémonies Gāhanbār et Hamag-den (4,5)
- la libation (zohr) et la cérémonie yasna (yazišn; 5.13)
- ne pas enterrer les morts (Dans la religion Zoroastrienne, les morts ne sont pas enterrés, ils sont montés dessus des tours appelées les Tours du Silence où les corps sont consommés par les vautours)
- le mariage en famille (xwēdōdah) et la tutelle (stūrīh; 36)
- la croyance dans le dualisme (42)
- prier trois fois par jour et repentir avant que le soleil, la lune, et le feu (53)
- la croyance en Ohrmazd comme créateur et le caractère destructeur de Ahreman (le frère jumeau de Ohrmazd et presque équivalente à Satan) et la croyance en Stos (le matin du quatrième jour après la mort).

Le premier chapitre, qui est aussi la plus longue (110 pars.), parle en détail de la question de ce qui arrive aux gens après la mort et la séparation de l'âme du corps.
Il est considéré par certains spécialistes que ce texte a d'abord été écrit en Pazand et, en utilisant le texte Pazand, a été réécrit en Pahlavi, mais il y en a d'autres qui croient que ce texte a été écrit en Pahlavi et plus tard écrit en Pazand, Sanscrit, Goudjrati et Persan. Le plus ancien manuscrit survivant est L19, trouvé dans la British Library, écrit en Pazand et Goudjrati qui est estimé être de 1520. 
Une des caractéristiques de texte L19 est que le mot Xrad (la sagesse) est orthographié comme Xard partout du texte. la plus ancienne version de Pahlavi qui survit de ce texte est le K43 qui se trouve dans la Bibliothèque royale de Copenhague (Danemark).
Menog-i Xrad a d'abord été traduit en anglais par Edward William West dans l'ouvrage Livres sacrés de l'Orient (Oxford University Press), en 1885.